# Manuel Klein
Manuel Joachim Klein (Londen, 6 december 1876 – Yonkers, 1 juni 1919) was een Brits-Amerikaanse componist en dirigent. Hij was de zoon van Hermann Klein - een oorspronkelijk vanuit Riga naar Engeland geëmigreerde Lets taalkundige en leraar - en Adelaide, geboren Soman, een danslerares. 

## Levensloop

### Jeugd en opleiding
Klein groeide op in Norwich en bezocht samen met zijn vijf broers Max, later violist, Charles (1867-1915), later toneel-/librettoschrijver, Herman (1856-1934), later muziekcriticus en muziekpedagoog, Alfred, later acteur, Philip en hun enig zusje Adelaide naar de Koning Eduard VII Grammar School aldaar. Hij kreeg zijn opleiding in Londen en aan de Tivoli House Academie in Gravesend. 

### Muzikale carrière
In 1896 vertrok Klein naar de Verenigde Staten. Hij werd muziekdirecteur van de theatercompagnie van David Belasco in New York voor meerdere jaren, maar hij richtte zich in toenemende mate op het componeren. Zijn eerste succes in een theater aan Broadway was het musical Mr. Pickwick al voor zijn broer Charles Klein het boek geschreven had. Met steun en op advies van Tin Pan Alley songwriter en uitgever Gus Edwards werd hij in 1905 muziekdirecteur van het prestigieuze New York Hippodrome theater. Hij arraangeerde het componeren van muzikale evenementen die allemaal in het New Yorkse Hippodrome theater aangeboden werden, bestaande uit verschillende aktes, ieder akte met hun eigen muzikale conceptie. Na een hevige ruzie met de manager van het New York Hippodrome theater Jacob J. Shubert over de bezetting van het orkest - Shubert wilde verschillende muzikanten (trompetten, slagwerkers enz.) voor een andere door hem georganiseerde show aan het Winter Garden Theater uitlenen tegen de mening van Klein, als gevolg waarvan die ontslag nam. 
Klein ging terug naar het Verenigd Koninkrijk en werd muziekdirecteur van het Gaiety Theatre in Londen. Hij raakte ernstig ziek als gevolg van een traumatische belevenis van het bombardement van het theatergebouw tijdens de Eerste Wereldoorlog door een Duits luchtschip, en kon zich ervan nooit meer herstellen. Hij ging weer terug naar New York en stierf in Yonkers, in de staat New York.
Klein huwde zijn vrouw Helen rond 1905. Samen hadden zij een dochter, Marjorie (geboren 1909) en een zoon, Gerald (geboren 1912). Klein werd op 9 augustus 1910 genaturaliseerd.

## Composities

### Werken voor orkest
- 1903: - The Proud Prince, triomfmars
- 1914: - The Jungle, openingsmuziek voor de film

### Werken voor harmonieorkest
- 1906: - Lucia, voor zangstem en harmonieorkest
- 1906: - Luna Pastimes, mars voor harmonieorkest - bewerkt door James M. Fulton
- 1910: - The Swallows from "The land of birds", suite in vijf delen voor harmonieorkest - bewerkt door James M. Fulton
- 1912: - Round the world selection
  1. Sweet senorita
  2. It's a long lane
  3. In Venice
  4. Blarney of Killarney
  5. My old town
- 1912: - Temple Bells, voor zangstem en harmonieorkest
- 1913: - Ragtime in the Air, voor zangstem en harmonieorkest
- - The New York Hippodrome

### Muziektheater

#### Musicals
| Voltooid in | titel                                                                                         | uitvoeringen | première                                                | libretto                                                                                                 | verdere liedteksten                             | choreografie |
| ----------- | --------------------------------------------------------------------------------------------- | ------------ | ------------------------------------------------------- | --- | ----------------------------------------------- | --- |
| 1903        | Mr. Pickwick                                                                                  | 73           | 19 januari 1903, New York, Herald Square Theatre        | Charles Klein, gebaseerd op het boek van Charles Dickens                                                 | Grant Stewart                                   | |
| 1905        | A Yankee Circus on Mars                                                                       | 296          | 12 april 1905, New York, New York Hippodrome Theatre    | George V. Hobart                                                                                         | Harry Williams                                  | Vincenzo Romeo en Sam Marion |
| 1906        | A Society Circus                                                                              | 596          | 13 december 1905, New York, New York Hippodrome Theatre | Sydney Rosenfeld                                                                                         | Sydney Rosenfeld en de componist                | Vincenzo Romeo |
| 1906        | The Man from Now                                                                              | 28           | 3 september 1906, New York, New Amsterdam Theatre       | Vincent Bryan en John Kendrick Bangs                                                                     | John Kendrick Bangs, Vincent Bryan              | |
| 1906        | Pioneer Days/ Circus Events/ Neptune's Daughter                                               | 288          | 28 november 1906, New York, New York Hippodrome Theatre | Carroll Fleming (=Pioneer Days); de componist en Edward P. Temple (=Neptune's Daughter en Circus Events) | componist en Edward P. Temple                   | Vincenzo Romeo |
| 1907        | The Top o' th' World                                                                          | 156          | 19 oktober 1907, New York, Majestic Theatre             | Mark E. Swan                                                                                             | James O'Dea                                     | William Rock en Signor Luigi Albertieri                                                                                                |
| 1907        | The Auto Race/ The Battle of Port Arthur                                                      | 312          | 25 november 1907, New York, New York Hippodrome Theatre | Edward P. Temple                                                                                         | Edward P. Temple                                | Vincenzo Romeo |
| 1908        | Sporting Days/ The Three Wishes/ The Battle of the Skies                                      | 448          | 5 september 1908, New York, New York Hippodrome Theatre | R.H. Burnside                                                                                            | de componist                                    | Vincenzo Romeo |
| 1908        | The Pied Piper                                                                                | 52           | 3 december 1908, New York, Majestic Theatre             | Austin Strong en R.H. Burnside                                                                           | Austin Strong en R.H. Burnside                  | |
| 1909        | A Trip to Japan                                                                               | 447          | 4 september 1909, New York, New York Hippodrome Theatre | R.H. Burnside                                                                                            | de componist                                    | |
| 1910        | The International Cup, the Ballet of Niagra, and the Earthquake                               | 333          | 3 september 1910, New York, New York Hippodrome Theatre | R.H. Burnside                                                                                            | de componist                                    | Vincenzo Romeo |
| 1911        | Bow-Sing/ La Belle Paree/ Tortajada and Her Sixteen Moorish Dancing Girls in a Spanish Ballet | 96           | 20 maart 1911, New York, Winter Garden Theatre          | Carroll Fleming en Arthur Voegtlin (=Bow-Sing); Edgar Smith (=La Belle Paree);                           | Edward Madden (=La Belle Paree)                 | Ottokar Bartik (=Bow-Sing en Tortajada and Her Sixteen Moorish Dancing Girls in a Spanish Ballet); William J. Wilson (=La Belle Paree) |
| 1911        | Around the World                                                                              | 445          | 2 september 1911, New York, New York Hippodrome Theatre | Carroll Fleming                                                                                          | de componist                                    | William J. Wilson |
| 1911        | Undine                                                                                        | 112          | 20 november 1911, New York, Winter Garden Theatre       | de componist                                                                                             | de componist                                    | |
| 1912        | Under Many Flags                                                                              | 445          | 31 augustus 1912, New York, New York Hippodrome Theatre | Carroll Fleming                                                                                          | de componist                                    | |
| 1913        | America                                                                                       | 360          | 30 augustus 1913, New York, New York Hippodrome Theatre | John P. Wilson                                                                                           | de componist, John P. Wilson                    | |
| 1913        | Hop o' My Thumb                                                                               | 46           | 26 november 1913, New York, Manhattan Opera House       | George R. Sims, Frank Dix en Arthur Collins                                                              |                                                 | Ernest D'Auban, Maud Crompton |
| 1914        | Wars of the World                                                                             | 229          | 5 september 1914, New York, New York Hippodrome Theatre | John P. Wilson                                                                                           | de componist                                    | |
| 1920        | It's Up To You; rev. versie van High and Dri                                                  | 24           | 28 maart 1921, New York, Casino Theatre                 | Augustin MacHugh en Douglas Leavitt                                                                      | Edward Paulton, Harry Clarke en John L. McManus | David Bennett |

#### Toneelmuziek
- 1899: - Zaza, toneelstuk - tekst: Pierre Berton, Charles Simon - Engelse vertaling: David Belasco
- 1903: - Captain Barrington, toneelstuk - tekst: Victor Mapes - première: 23 november 1903, New York, Manhattan Theatre
- 1905: - The Raiders  , toneelstuk - tekst: Carroll Fleming
- 1907: - O'Neill of Derry - tekst: Theodore Burt Sayre
- 1918: - Getting Together, toneelstuk met muziek in 3 bedrijven en 6 scènes - tekst: Ian Hay, J. Hartley Manners en Percival Knight

### Vocale muziek

#### Werken voor koor
- 1902: - "Boys Will Be Boys" uit "Mr. Pickwick", voor gemengd koor en piano - tekst: Grant Stewart
- 1902: - The Choir Eternal, voor gemengd koor - tekst: F. Butler
- 1905: - My Gasoline Maid uit het musical "The Man From Now", voor zangstem, gemengd koor en orkest - tekst: John Kendrick Bangs
- 1907: - If You Are True To Me, voor zangstem, gemengd koor en piano
- 1911: - It's a Long Lane That Has No Turning., voor bariton, gemengd koor en orkest
- 1914: - You're Just the One I've Waited For, voor zangstem, gemengd koor en piano

#### Liederen
- 1896: - Heartsease "Her deep, sweet eyes have thrilled me", voor zangstem en piano - tekst: Joseph Ignatius Constantine Clarke
- 1898: - Song of the Inconstant, walslied voor zangstem en piano - tekst: Edward Antonio Paulton
- 1899: - Hope on!, voor contra-alt en piano
- 1899: - Only a Rose, voor zangstem en piano - tekst: George Totten Smith
- 1901: - Could I but tell you!, voor zangstem en piano
- 1901: - I jes' loves you Lu, voor zangstem en piano - tekst: Arthur Trevelyan
- 1901: - I knew a Taverner witty and wise ..., voor zangstem en piano - tekst: F. Ranken
- 1901: - The Magic Lake, voor zangstem en viool (of cello)
- 1903: - For Love is King, voor zangstem en piano - tekst: T. Saxe
- 1903: - In the Second Cavalry, voor zangstem en piano
- 1903: - The Lord is my Strength and Song - Festival Anthem, voor zangstem en piano
- 1904: - A Madrigal "If I love you", voor zangstem en piano - tekst: J. C. Harvey
- 1904: - Michael McGinnity, voor zangstem en piano
- 1904: - Those loving Eyes, voor zangstem en piano - tekst: A. Hopwood
- 1905: - A Game of Hearts!, duet voor sopraan, contra-alt en piano - tekst: C. N. Douglas
- 1905: - Moon dear uit "A Society Circus", voor zangstem en piano
- 1905: - The Call of the Sea, duet voor tenor, bas en piano - tekst: Yosef Kaplan, Emanuel De Witte
- 1905: - The Forsaken Fountain ..., duet voor contra-alt, bas en piano - tekst: Yosef Kaplan, Emanuel De Witte
- 1905: - There is a Land, duet voor sopraan, tenor en piano - tekst: Yosef Kaplan, Emanuel De Witte
- 1907: - Starlight Maid, voor zangstem en piano
- 1908: - Golden Sunshine follows Night, voor zangstem en piano - tekst: William H. Gardner
- 1908: - Love is King, wals voor zangstem en orkest
- 1909: - Meet me where the lanterns glow uit "A Trip to Japan", voor zangstem en piano
- 1909: - Our Navy's the best in the World, voor zangstem en piano
- 1912: - Home is where the heart is (Home, sweet home), voor zangstem en piano
- 1912: - Kathleen Kildare, ballade voor zangstem en piano - tekst: John B. Fitzpatrick
- 1914: - We'll fight for our Australia, voor zangstem en piano

### Kamermuziek
- - Andante de salon, voor piano, viool (of cello) en orgel

### Werken voor piano
- 1898: - White Heather
- 1899: - Intermezzo for the Piano
- 1900: - A Moorish Enchantment
- 1900: - An intermezzo from "Zaza"
- 1900: - Zaza mars
- 1901: - Warfield Waltzes
- 1901: - Water Splashes
- 1902: - When the Heart is young, gavotte
- 1904: - Cecilia, novelette
- 1906: - Luna Pastimes, mars en two-step
- 1907: - Dance of the Snowman
- 1907: - The Butterfly, lied zonder worden
- 1908: - Little Lady, intermezzo
- 1908: - The Land of Birds, balletmuziek
- 1909: - Overture tot "Pied Piper"
- 1913: - The Hippodrome Tango
- 1914: - Incidental Music for the film "America"
- 1914: - Incidental Music for the film "In Mizzoura"
- 1914: - Incidental music to the motion picture "Paid in Full"
- 1914: - Incidental Music for the film "Pierre of the Plains"

### Muziek voorstomme films
- 1914: - America[6]
- 1914: - In Mizzoura[6]
- 1914: - Paid in Full[6]
- 1914: - Pierre of the Plains[6]
- 1914: - Soldiers of fortune[6]
- - Dan[6]
- - The Jungle[6]